# Елисейские поля (фильм)
«Елисейские поля» — украинский художественный фильм режиссёра Алексея Левченко, снятый в 1993 году по мотивам рассказа Бориса Садовских «Ильин день».

## Сюжет
Накануне Рождества в усадьбе «Елисейские Поля» помещика Владимира собрались его друзья — юная Проинька с отцом и влюблённый в девушку сосед Василий.

## В ролях
- Анатолий Матешко — Владимир Николаевич, помещик
- Алексей Богданович — Василий Степанович Кротков, друг Владимира
- Богдан Ступка — папенька Проички
- Лилия Дашивец — Проичка
- Юрий Дубровин — Константин Алексеевич, слуга Владимира
- Артем Матешко — Иосиф
- Юрий Хоменко — Гёте

### В эпизодах
- Анатолий Белый
- Сергей Дворецкий
- Ольга Матешко
- Андрей Мороз
- Анатолий Пашнин
- Юрий Рыбальченко
- Иван Симоненко
- Ж. Туркия
- И. Царьков
- Лев Перфилов — Близковецкий, нотариус (нет в титрах)

## Съёмочная группа
- Автор сценария: Андрей Курков
- Режиссёр-постановщик: Алексей Левченко
- Главный художник: Алексей Левченко
- Главный оператор: Андрей Владимиров
- Композитор: Виктор Крысько
- Исполнительный продюсер: Алексей Чернышев
- Продюсер: Александр Чечель

В фильме звучит музыка Франца Шуберта, Петра Чайковского, Сергея Рахманинова

## Награды и номинации
Богдан Ступка был отмечен призом за лучшую мужскую роль второго плана кинофестиваля Стожары